# Dubai Tennis Championships & Dubai Duty Free Women’s Open 2006
Die Barclays Dubai Tennis Championships 2006 waren ein Tennisturnier der WTA Tour 2006 für Damen und ein Tennisturnier der ATP Tour 2006 für Herren in Dubai. Das Damenturnier der WTA fand vom 27. Februar bis 5. März 2006 statt, das Herrenturnier der ATP vom 18. bis 25. Februar 2006.

## Herrenturnier
→ Qualifikation: Dubai Tennis Championships 2006/Qualifikation

## Damenturnier
→ Qualifikation: Dubai Duty Free Women’s Open 2006/Qualifikation